# Parçay-les-Pins
Parçay-les-Pins är en kommun i departementet Maine-et-Loire i regionen Pays de la Loire i nordvästra Frankrike. Kommunen ligger i kantonen Noyant som tillhör arrondissementet Saumur. År 2018 hade Parçay-les-Pins 817 invånare.

## Befolkningsutveckling
Antalet invånare i kommunen Parçay-les-Pins
| Referens: INSEE |